# بابلو ماريني
بابلو ماريني (بالإسبانية: Pablo Marini) (31 يناير 1967 بسانتا في في الأرجنتين - ) هو مدرب كرة قدم ولاعب كرة قدم أرجنتيني في مركز الهجوم. لعب مع انيستتوتو.

## وصلات خارجية
- بابلو ماريني على موقع قاعدة بيانات كرة القدم.إي يو (الإنجليزية)
- بابلو ماريني على موقع Soccerway.com (الإنجليزية)
- بابلو ماريني على موقع عالم كرة القدم.نت (الإنجليزية)